# Atmosphere Explorer C
L'Atmosphere Explorer C (AE-C), a volte citato anche come Explorer 51, è stato un satellite NASA, lanciato il 16 dicembre 1973 dalla base aerea Vandenberg. L'AE-C faceva parte della serie di satelliti "Atmosphere Explorer", appartenente al Programma Explorer, e fu messo in orbita con lo scopo di studiare la termosfera.

## Obbiettivi
Nel dettaglio, lo scopo principale della missione dell'Atmosphere Explorer C era quello di condurre studi sul trasferimento di energia che avviene nella termosfera e sui processi che ne governano lo stato. Il tutto era realizzato attraverso lo studio dei processi fotochimici che affiancano l'assorbimento della radiazione solare ultravioletta nell'atmosfera terrestre.

## Struttura
Il satellite, del peso di 658 kg, aveva la forma di un poliedro con molte facce laterali, quasi un cilindro, avente diametro pari a 1,4 m. Dei 658 kg, 85 erano costituiti dalla strumentazione scientifica e il veicolo montava anche un propulsore da 1,6 kg che fu più volte utilizzato nel corso del primo anno di missione per correggere l'iniziale orbita ellittica.
Una volta messo in orbita, in particolare in un'orbita ellittica, il satellite era stabilizzato utilizzando la tecnica di stabilizzazione di spin, una tecnica di stabilizzazione passiva nella quale l'intero veicolo ruota su se stesso in modo che il suo vettore di momento angolare rimanga pressoché fissato nello spazio inerziale. Il movimento di rotazione è stabile se il satellite gira attorno all'asse che ha momento d'inerzia massimo. Nel caso dell'AE C, tale asse era posto perpendicolarmente al piano orbitale e la velocità di rotazione era pari a 4 rpm, ma il satellite poteva anche essere messo in una modalità tale da compiere un solo giro per ogni orbita.

## Strumentazione
Per raggiungere gli obbiettivi prefissati, il satellite era stato equipaggiato, tra le altre cose, con strumenti per misurare la radiazione solare ultravioletta, come i fotodiodi utilizzati nell'esperimento Extreme Solar UV Monitor (ESUM), la temperatura, la composizione e la densità degli ioni positivi, delle particelle neutre e degli elettroni, come gli esperimenti NATE (Neutral Atmosphere Temperature) e BIMS (Bennett Ion-Mass Spectrometer), lo spettro energetico dei fotoelettroni, come l'esperimento PES (Photoelectron Spectrometer), l'energia dei flussi di protoni e di elettroni fino a 25 keV, è il caso dell'esperimento LEE (Low-Energy Electrons), e l'emissione luminosa nota come airglow, di cui si occupava l'esperimento VAE (Visible Airglow Photometer).

## Lancio e operatività
L'Atmosphere Explorer C è stato lanciato dal Complesso di lancio 2 della base aerea Vanderberg il 16 dicembre 1973, grazie ad un razzo Delta 1900, ed è stato posto su un'orbita ellittica media. Durante il primo anno di missione l'orbita fu resa via via meno ellittica utilizzando il propulsore, finché non fu resa circolare con il satellite ad un'altezza di 390 km. Da lì la sua orbita iniziò a decadere fino a che, il 12 dicembre 1978, dopo circa 5 anni di operatività, l'Atmosphere Explorer C ha compiuto il suo rientro atmosferico disintegrandosi. Da notare che il 26 febbraio 1976, quando era già stato disattivato, il satellite fu nuovamente attivato per sopperire al malfunzionamento, avvenuto dopo meno di quattro mesi di operatività, dell'Atmosphere Explorer D, lanciato il 6 ottobre 1975, il quale avrebbe dovuto portare avanti le rilevazione dell'AE-C congiuntamente all'Atmosphere Explorer E, lanciato il 20 novembre 1975: il primo aveva il compito di campionare l'atmosfera delle regioni a elevata latitudine, ossia le regioni polari, mentre il secondo di campionare quelle a bassa latitudine, ossia le regioni equatoriali.